# Jazbina, Črna na Koroškem
Jazbina je naselje v Občini Črna na Koroškem. Pod vas spada tudi del vrha Uršlje gore, na katerem se nahaja cerkev svete Uršule ter planinski dom.